# Principado de Panonia
El ducado de Croacia-Panonia (en croata: Panonska Hrvatska) o principado de Panonia, conocido también con el nombre de Panonia Meridional o simplemente Panonia fue un ducado medieval que existió desde el siglo VIII hasta el X en la llanura panónica, aproximadamente entre los ríos Drava y Sava, en la región que hoy pertenece a Croacia, si bien en ciertas épocas se extendió considerablemente al sur del Sava. Su capital era Sisak. La parte oriental del principado abarcaba la lindante región de Sirmia —perteneciente a Serbia—, según el historiador húngaro Sándor Márai (1853-1925).

## Preludio
En el periodo del emperador romano Diocleciano (284-305), Panonia estaba dividida en 4 provincias, una de ellas era Panonia Savia (o simplemente Savia). Su capital era Siscia (Sisak). Su frontera norte estaba constituida por el río Drava.

## Historia

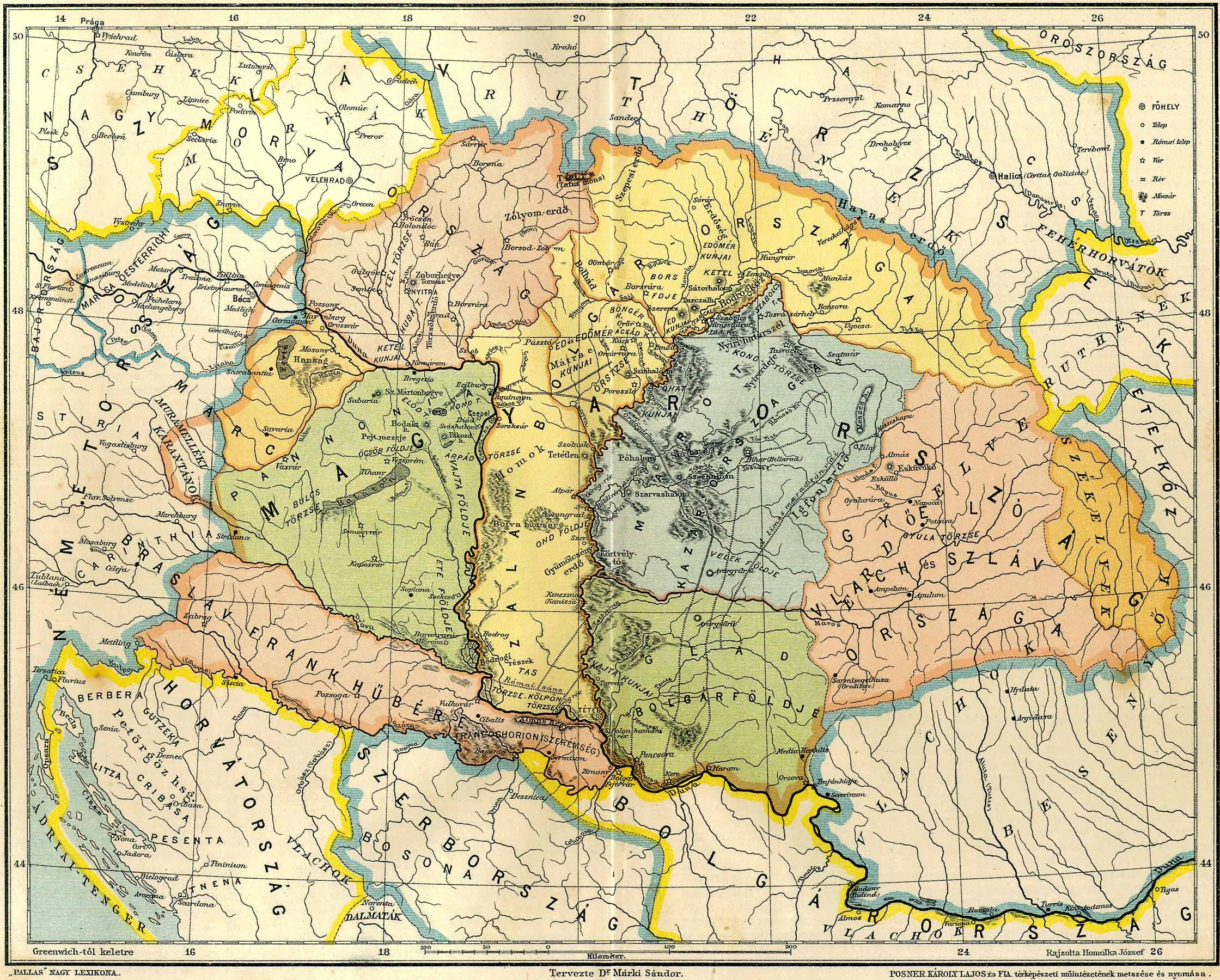
El Ducado de Croacia-Panonia bajo Braslav (entre otros estados eslavos) según el historiador húngaro Dr. Márki Sándor.

Los eslavos llegaron al territorio de Savia —Panonia Savia o Posavina— a finales del siglo VI, como evidencian muchos hallazgos arqueológicos. Según De administrando imperio, los croatas llegaron a Dalmacia en tiempos del emperador Heraclio (610-640), fundaron un ducado en la región y, poco después, parte de ellos marcharon al norte, a Savia, donde fundaron otro ducado (Croacia-Panonia).
A finales del siglo VII o en el  VIII, Savia se hizo vasalla del Kaganato ávaro, como indican los hallazgos arqueológicos. La victoria de los francos sobre el Gran Kanato ávaro comportó que los vencedores cediesen Savia al croata Vojnomir, sometido al vasallaje del margrave franco de Friul. El duque Ludovico de Posavina trató de sacudirse la tutela france a principios del siglo IX, pero fracasó.
En 827, los búlgaros conquistaron Savia y parte de territorios situados más al norte. En 829, entregaron Croacia-Panonia a Ratimir, en calidad de duque vasallo. Sin embargo, los francos reclamaban también el territorio, que afirmaban pertenecía desde 827 a la Marca de Carantania y, por lo tanto, estaba bajo la autoridad del conde Ratbodo, que había sido cabeza de la Marca Ávara y administraba la de Carantania desde el 828. Ratbodo depuso a Ratimir en el 838, y subordinó Savia a la Marca franca de Carantania. Otro conocido señor de Savia fue Braslav, que gobernó la región entre 880-898/900, todavía en calidad de vasallo del Reino de Francia Oriental.
En el siglo  X, en tiempos del príncipe/rey Tomislav, Croacia-Panonia se unió con la Croacia dálmata para formar el Reino de Croacia.

## Gobernantes
- Vojnomir (c. 790-c. 800/791-c. 810)
- Ljudevit Posavski (810-823)
- Ratimir (829-838)
- Braslav (880-c. 887/900)